# Барбара Лоренс (зоологиња)
Барбара Лоренс или Барбара Лоренс Шевил (енгл. Barbara Lawrence или Barbara Lawrence Schevill) је била америчка палеозоологиња и мамалогиња, кустоскиња Музеја упоредне зоологије Универзитета Харвард, позната по својим студијама о канидима, плискавицама и дрекавцима.

## Рођење и образовање
Барбара Лоренс је рођена 30. јула 1909. у Бостону у породици Теодоре (рођене Елдриџ) и Хариса Хупера Лоренса, као њихово треће дете. Удала се за Вилијама Е. Шевила 23. децембра 1938. године, док је још похађала колеџ Васар, где је 1931. године стекла диплому бечелора.

## Каријера и истраживања
Након што је прихватила положај кустоскиње у Музеју упоредне зоологије, кренула је на своје прво путовање како би обавила теренско истраживање мајмуна дрекаваца (урликаваца) у источној Африци. Путовала је на Филипине и Суматру 1936. и 1937. где је проучавала слепе мишеве. Сарађивала је са својим супругом Вилијамом Шевилом на студији комуникације и ехолокације китова, тада су направили прве снимке позива плискавица и китова, чиме су поставили темеље за „буквално стотине научних студија које су спровели други научници од 1960-их до данашњих дана”. Док је радила на Харварду, усавршила је поступак прикупљања потпуних скелета сисара. Такође је путовала у Њасаленд (данашњи Малави) где је вршила теренска истраживања сисара. Лоренс је радила на терену у Новом Мексику и Ираку где је истраживала еволуцију припитомљених животиња, а касније је отишла у Турску да тамо проучава фосиле паса. Нарочито је била позната по свом раду на канидима: и сарадњи са Вилијамом Босертом 1967. године на истраживању рода Canis које је било познато по иновативној примени статистике на еволуциона и еколошка питања.

## Наслеђе
Умрла је 1997. три године након свог супруга са којим је имала кћерку Ли и сина Едварда. Етнобиолошко друштво сваке године додељује Лоренсину награду перспективном свршеном студенту етнобиологије.